# Dnopherula richardsi
Dnopherula richardsi är en insektsart som först beskrevs av Boris Petrovich Uvarov 1953.  Dnopherula richardsi ingår i släktet Dnopherula och familjen gräshoppor. Inga underarter finns listade i Catalogue of Life.